# 2606 Одеса
2606 Одеса (енгл. 2606 Odessa) је астероид главног астероидног појаса чија средња удаљеност од Сунца износи 2,771 астрономских јединица (АЈ).
Апсолутна магнитуда астероида је 11,3.